# New Haven (Connecticut)
New Haven [nuːˈheɪ̯vən] (deutsch Neuer Hafen oder Neuer Zufluchtsort) ist eine Stadt im New Haven County im US-amerikanischen Bundesstaat Connecticut. Das U.S. Census Bureau ermittelte bei der Volkszählung 2020 eine Einwohnerzahl von 134.023.

## Geschichte
Vor der Ankunft der europäischen Auswanderer lebten hier die Quinnipiac-Indianer in einzelnen Dörfern rund um den späteren Hafen. Der Holländer Adriaen Block war 1614 der erste Europäer, der diesen Landstrich besuchte. Im April 1636 kamen rund 500 englische Puritaner unter der Führung von Theophilus Eaton und dem Geistlichen John Davenport an der Küste an. Diese Siedler hofften auf eine bessere Zukunft als die, die sie in Massachusetts hatten. 1640 wurde der Name der Stadt von Quinnipiac in Newhaven geändert. Die erste Katastrophe ereignete sich, als die neuen Siedler das erste Schiff, voll beladen mit allen lokalen Gütern, Richtung ihrer alten Heimat, nach England schickten, das Schiff aber niemals ankam. Die Stadt verlor ihr Ansehen als sichere Kolonie. Dafür steigerte sich das Ansehen von Boston und New Amsterdam.
1661 kamen zwei Richter, Oberst Edward Whalley und Oberst William Goffe, die den Hinrichtungsbefehl von König Charles I. von England unterzeichnet hatten, in New Haven an und suchten Zuflucht vor den Mannen Königs Charles II. von England, der sie verfolgen ließ. Sie beschlossen, sich in den Stone Hills, nordwestlich der Stadt, zu verstecken. 1664 wurde New Haven, unter Druck der britischen Krone, Teil der Kolonie Connecticut. Während der Amerikanischen Revolution hatte New Haven etwa 3.500 Einwohner und war ein Zentrum revolutionärer Ideen. Dies führte dazu, dass die Briten während des Krieges in die Stadt eindrangen und diese besetzten.
Bis Anfang des 18. Jahrhunderts hatte die Stadt ländlichen Charakter. Dies änderte sich, als 1716 die Collegiate School des Staates Connecticut beschloss, vom nahe gelegenen Old Saybrook nach New Haven umzuziehen und sich nach 1718 als Yale-Universität zu einer der berühmtesten Hochschulen Nordamerikas entwickelte.
Im 19. Jahrhundert war New Haven auch eine bedeutende Industriestadt, unter anderem durch die Herstellung von Waffen und Uhren. Am 28. Januar 1878 wurde in New Haven die erste öffentliche Telefonzelle aufgestellt. Im 20. Jahrhundert, nach Abwanderung der Industrie in die Vororte, machte ein großangelegtes Stadterneuerungsprogramm die Innenstadt wieder attraktiv. Heute prägen vor allem die Yale-Universität mit ihren neugotischen Bauten, bedeutende Museen und großzügige Alleen das Zentrum der Stadt.

### Historische Objekte
- Auf 200 Grove Street befindet sich der Grove Street Cemetery (auch bekannt als New Haven City Burial Ground). Das Friedhofsareal wurde 1997 als historisches Denkmal vom National Historic Landmark und vom NRHP aufgenommen (NRHP 97000830).[4]
- Green-Park mit Trinity Church (neogotisch), Center Church (georgianisch), United Church (Federal Style).

Insgesamt haben 10 Orte in New Haven den Status einer National Historic Landmark. 63 Bauwerke und Stätten der Stadt sind insgesamt im National Register of Historic Places (NRHP) eingetragen (Stand 6. Mai 2019).

## Wirtschaft
Die Metropolregion von New Haven erbrachte 2016 ein Bruttoinlandsprodukt von 44 Milliarden US-Dollar und belegte damit Platz 62 unter den Großräumen der USA. Die Arbeitslosenquote in der Metropolregion betrug 4,2 Prozent und liegt damit über dem landesweiten Durchschnitt von 3,8 Prozent (Stand: März 2018). Das persönliche Pro-Kopf Einkommen liegt 2016 bei 53.595 US-Dollar, womit New Haven ein leicht überdurchschnittliches Einkommensniveau besitzt.

## Verkehr
Die Stadt ist durch mehrere Bahnhöfe, die durch die Eisenbahngesellschaften Amtrak und Metro-North Railroad angefahren werden, direkt mit New York City, Boston und Springfield verbunden. Die historische Eisenbahngesellschaft New York, New Haven and Hartford Railroad trug den Namen der Stadt als Namensbestandteil und wurde in einer Kurzform schlicht als „New Haven“ bezeichnet.
Im Einzugsgebiet von New Haven verlaufen die Fernstraßen Interstate 95 und Interstate 91 mit überregionaler Bedeutung.
Der Flughafen Tweed-New Haven, der zum Teil auf dem Gebiet von East Haven liegt, ist mit Stand 2024 einer von zwei regelmäßig angeflogenen Verkehrsflughäfen im Bundesstaat Connecticut.

## Hochschulen
- Yale University

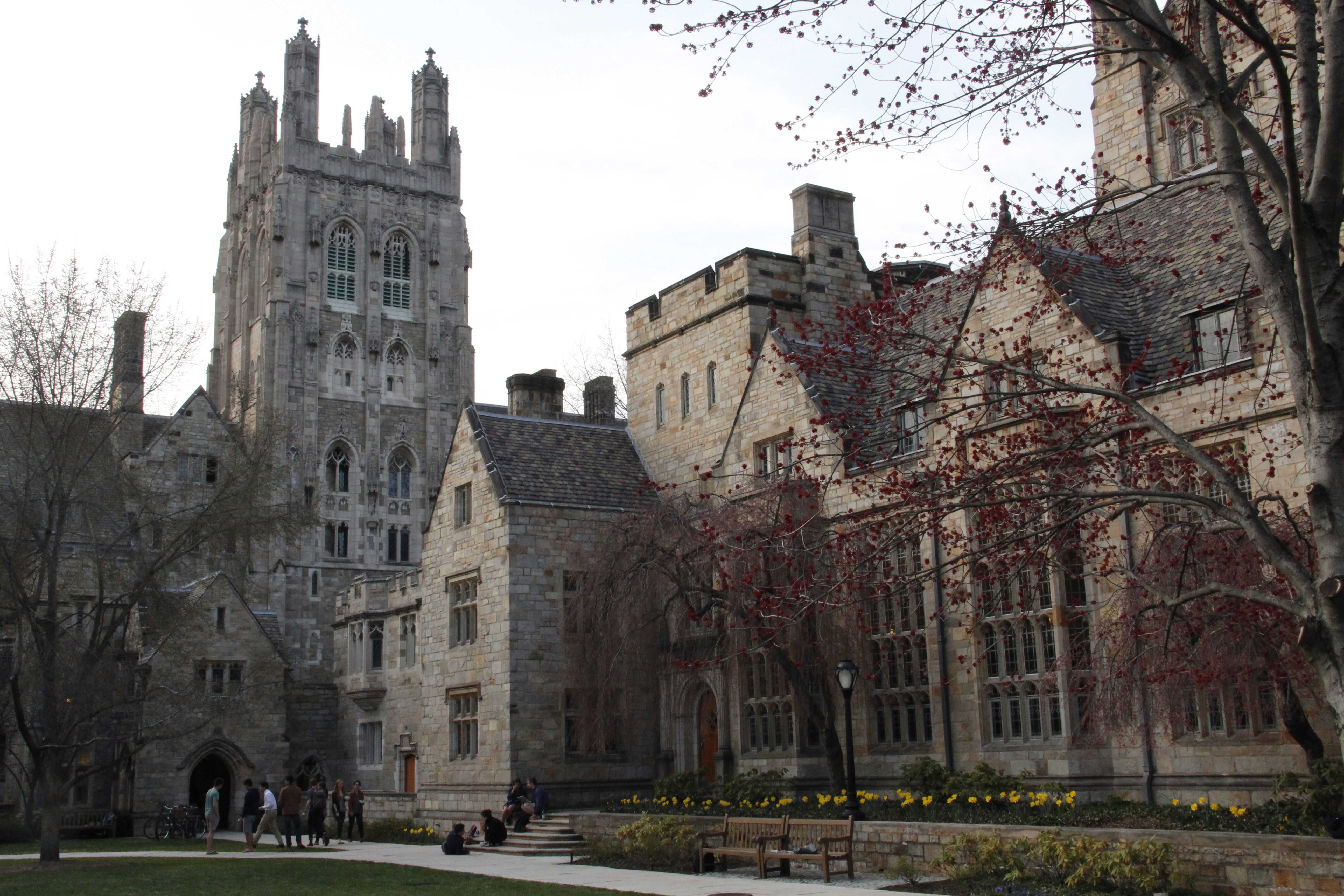
Branford College, Yale University

- Southern Connecticut State University
- Albertus Magnus College
- Gateway Community College

## Kultur

### Kulturelle Einrichtungen
- Long Wharf Theatre
- Yale Repertory Theatre
- Shubert Performing Arts Center
- Yale University Theatre
- Yale Cabaret
- Lyman Center for the Performing Arts
- New Haven Symphony Orchestra

### Museen und Bibliotheken
- Beinecke Rare Book and Manuscript Library (enthält ein Original der Gutenberg-Bibel)
- Connecticut Children’s Museum,
- Peabody Museum of Natural History
- Yale Center for British Art (mit der größten Sammlung britischen Kunstschaffens außerhalb des Vereinigten Königreiches)
- Yale University Art Gallery

### Sport

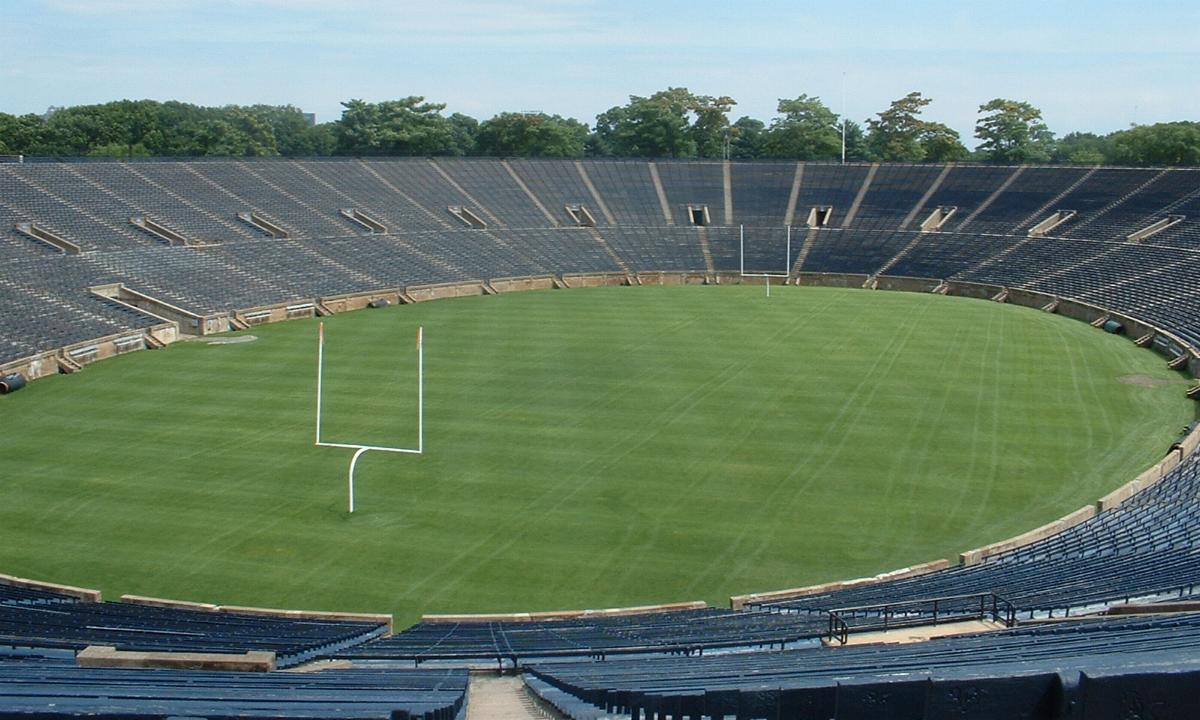
Der Yale Bowl, Veranstaltungsort der Eröffnungsfeier der Special Olympics World summer Games 1995

1993 erhielt New Haven den Zuschlag für die Austragung der Spiele und setzte sich damit gegen die Mitbewerber Miami, Boston und New Orleans durch.
Die 9. Special Olympics World Summer Games fanden vom 1. bis 9. Juli 1995 statt. Sie waren das größte Sportereignis des Jahres weltweit.

## Tageszeitungen
- New Haven Register
- New Haven Advocate
- Yale Daily News

## Bevölkerungsentwicklung
| - 1790 – 4487 - 1800 – 4049 - 1810 – 5772 - 1820 – 7147 - 1830 – 10.180 - 1840 – 12.960 - 1850 – 20.345 - 1860 – 39.267 | - 1870 – 50.840 - 1880 – 62.882 - 1890 – 86.045 - 1900 – 108.027 - 1910 – 133.605 - 1920 – 162.537 - 1930 – 162.665 - 1940 – 160.605 | - 1950 – 164.443 - 1960 – 152.048 - 1970 – 137.707 - 1980 – 126.021 - 1990 – 130.474 - 2000 – 123.626 - 2010 – 129.779 - 2020 – 134.023 |

## Kliniken
- Yale-New Haven Hospital
- Yale-New Haven Children’s Hospital
- Hospital of Saint Raphael
- Veterans Affairs Hospital
- Milford Hospital
- MidState Medical Center

## Energieversorgung
In der Nähe von New Haven befindet sich die Stromrichterstation der HGÜ-Querung des Sunds von Long Island.

## Persönlichkeiten

### In New Haven geboren
- Jared Ingersoll (1749–1822), Politiker, Gründervater der Vereinigten Staaten
- Joseph Gilbert Totten (1788–1864), Brigadegeneral der United States Army
- Joseph K. Mansfield (1803–1862), Berufsoffizier der US-Armee, Bauingenieur und Generalmajor der Nordstaaten
- Harry Rowe Shelley (1858–1947), Organist, Komponist und Musikpädagoge
- Alfred P. Sloan (1875–1966), Präsident von General Motors
- Samuel B. Hardy (1883–1935), Drehbuchautor und Schauspieler
- John Embree (1908–1950), Anthropologe
- Julian Voloshin (1909–1989), Schauspieler
- Marynn Older Ausubel (1912–1980), Fotografin
- Constance Baker Motley (1921–2005), erste schwarze Bundesrichterin an einem US-amerikanischen Bundesgericht
- Biff McGuire (1926–2021), Schauspieler
- Thomas P. Kelly junior (1929–2021), Filmproduzent, Autor, Filmemacher und Theaterschauspieler
- Tom Purdom (1936–2024), Science-Fiction-Autor
- George W. Bush (* 1946), 43. Präsident der Vereinigten Staaten von Amerika
- Jill Eikenberry (* 1947), Schauspielerin
- Ruth Wilson Gilmore (* 1950), Geographin, Theoretikerin und Aktivistin des kriminologischen Abolitionismus
- Josefina Benedetti (* 1953), venezolanische Komponistin
- Rohn Lawrence (≈1960–2021), Jazzgitarrist
- Kenny Johnson (* 1963), Film- und Fernsehschauspieler
- David Hemingson (* 1964), Drehbuchautor und Filmproduzent
- Chris Bruno (* 1966), Schauspieler, Filmregisseur, Filmproduzent, Stuntman, Stunt Coordinator, Synchronsprecher, Model und Mixed-Martial-Arts-Kämpfer
- Randy Buckner (* 1970), Neurowissenschaftler und Psychologe
- Lauren Ambrose (* 1978), Film- und Fernsehschauspielerin
- Ana Cruz Kayne (* 1984), Filmschauspielerin
- Madeline Zima (* 1985), Schauspielerin
- Hector David Jr. (* 1989), Schauspieler und Synchronsprecher
- Reina Bonta (* 1999), philippinische Fußballspielerin und Filmemacherin

### Berühmte Einwohner
- James Dwight Dana (1813–1895), Geologe, Mineraloge und Zoologe
- Josef Albers (1888–1976), deutscher Maler, Kunsttheoretiker und -pädagoge
- Paul Hindemith (1895–1963), deutscher Komponist; lebte von 1938 bis 1953 im Ort und lehrte an der Yale University
- Jamey Jasta (* 1977), Metal-, Hardcore- und Sludge-Sänger

## Partnerstädte
New Haven listet sieben Partnerstädte auf:
| Stadt                     | Land                    |
| ------------------------- | ----------------------- |
| Afula-Gilboa              | Israel                  |
| Amalfi                    | Italien                 |
| Avignon                   | Frankreich              |
| Freetown                  | Sierra Leone            |
| Huế                       | Vietnam                 |
| León                      | Nicaragua               |
| Taichung                  | Republik China (Taiwan) |
| San Francisco Tetlanohcan | Mexiko                  |